# 킨키 부츠
《킨키 부츠》(Kinky Boots)는 2005년 공개된 영국과 미국의 합작 코미디 영화이다. 감독은 줄리언 재럴드, 각본은 제프 딘과 팀 퍼스가 담당하였다.

## 출연

### 주연
- 조엘 에저튼
- 치웨텔 에지오포

### 조연
- 린다 바셋
- 켈리 브라이트
- 조쉬 콜
- 그웬리언 데이비스
- 닉 프로스트
- 조 그로시
- 모나 해몬드
- 이완 후퍼
- 스티븐 마커스
- 사라 제인 포츠
- 로버트 퍼프
- 제미마 루퍼
- 제프리 스트레트필드
- 크리스토퍼 포쉬
- 시몬 윌리엄스

## 기타
- 공동제작: 메이리 벳
- 미술: 앨런 맥도널드
- 의상: 새미 쉘던
- 배역: 게일 스티븐스

## 같이 보기
- 트랜스베스티즘